# Meiothecium andinum
Meiothecium andinum là một loài Rêu trong họ Sematophyllaceae. Loài này được Mitt. mô tả khoa học đầu tiên năm 1869.